# Euphaedra wissmanni
Euphaedra wissmanni is een vlinder uit de onderfamilie Limenitidinae van de familie Nymphalidae. De wetenschappelijke naam van de soort is voor het eerst geldig gepubliceerd in 1906 door Friedrich Wilhelm Niepelt.